# Fàbrica de ciment d'Almatret
La fàbrica de ciment d'Almatret és una fàbrica en desús del municipi d'Almatret construïda arran del riu Ebre, al pantà de Riba-roja.

## Història
Va començar a construir-se el 1947 per empresaris afins al règim franquista i, durant vint anys, mai no va arribar a funcionar. Es va contractar desenes de treballadors, es van mobilitzar enginyers i directius que vivien amb les seues famílies als xalets construïts a la vora i van liquidar l'empresa sense haver produït ni un sol sac de ciment.
Al llarg dels anys, s'havia refinançat a través de campanyes de venda de participacions de cinc-centes pessetes a petits inversors de tot Espanya, que van perdre tots els diners que hi havien posat. El 14 de desembre de 1966 es va celebrar a Barcelona la darrera junta d'accionistes de Portland del Ebro SA per a dissoldre l'empresa.